# كريستيان باومان
كريستيان باومان هو لاعب جمباز فني سويسري، ولد في 25 فبراير 1995 في Leutwil ‏ في سويسرا.

## وصلات خارجية
- كريستيان باومان على موقع الاتحاد الدولي للجمباز (licence) (الإنجليزية)
- كريستيان باومان على موقع الاتحاد الدولي للجمباز (biography) (الإنجليزية)
- كريستيان باومان على موقع اللجنة الأولمبية الدولية (الإنجليزية)
- كريستيان باومان على موقع أوليمبيديا (الإنجليزية)